# Corneville-la-Fouquetière
Corneville-la-Fouquetière é uma comuna francesa na região administrativa da Normandia, no departamento de Eure. Estende-se por uma área de 4 km². Em 2010 a comuna tinha 124 habitantes (densidade: 31 hab./km²).